# Чернова (присілок)
Черно́ва (рос. Чернова) — присілок у складі Талицького міського округу Свердловської області.
Населення — 58 осіб (2010, 73 у 2002).
Національний склад станом на 2002 рік: росіяни — 90 %.